# Krimgoten

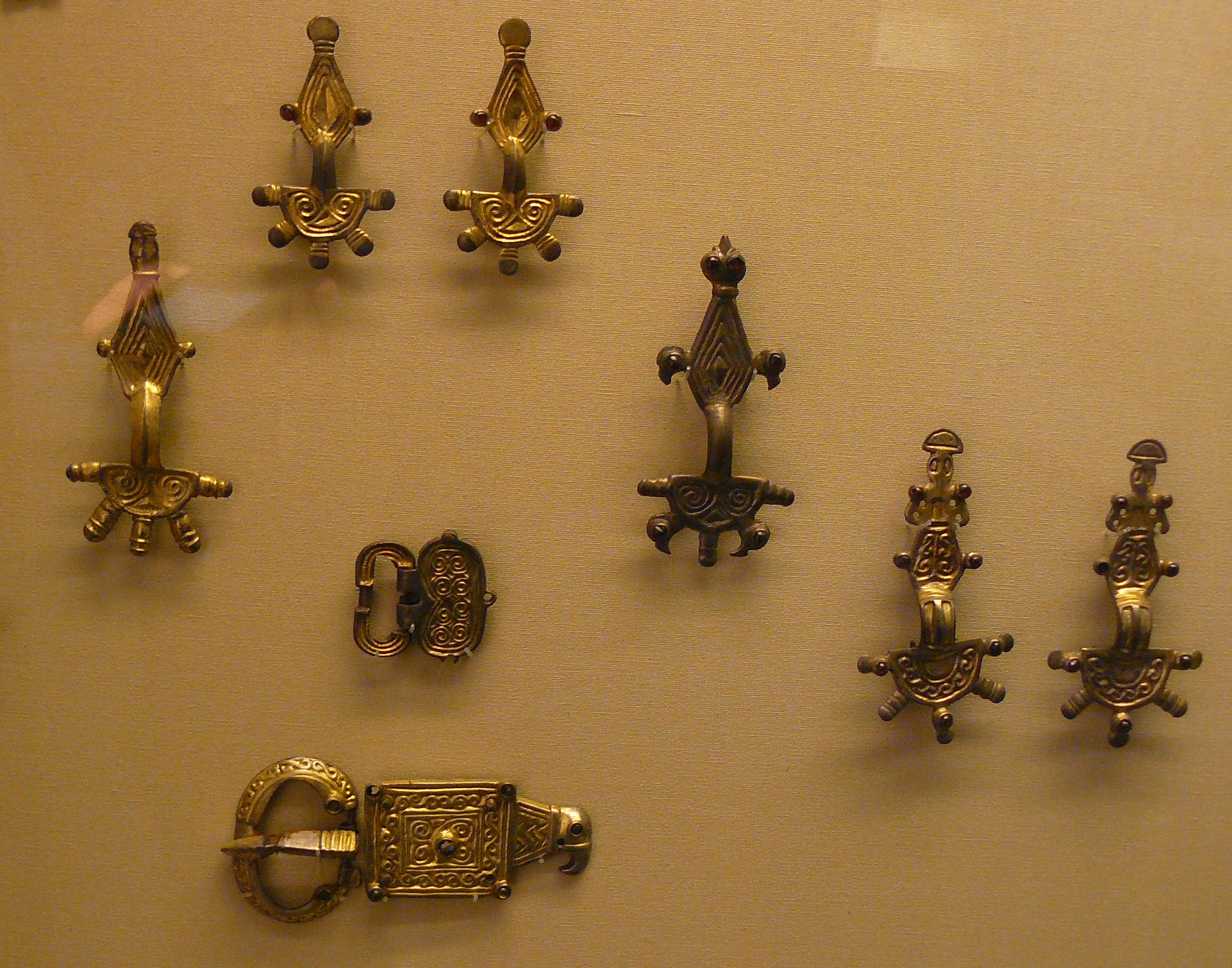
Bügelfibeln und Schnallen germanischen Typs (5. bis 6. Jahrhundert) aus Kertsch, Krim-Halbinsel

Die Krimgoten waren Nachkommen jenes Teils der Ostgoten, der sich im Jahr 257 n. Chr. am Schwarzen Meer auf der Halbinsel Krim niedergelassen hatte; dort wurden sie zu Verbündeten Roms. Ihre Städte, die sogenannten Gotenburgen, waren meist direkt in den Fels gehauen. Sie machten Dori zu ihrer Hauptstadt. Die Überreste von Dori sind unter dem tatarischen Namen Mangup Kale bekannt und befinden sich südlich der heutigen Stadt Bachtschyssaraj.

## Ursprünge
Im Verbund mit Sarmaten waren die Goten in den Jahren 255 bis 257 auf die Krim vorgedrungen und unternahmen Raubzüge gegen Städte an den Schwarzmeerküsten. Bereits 256 waren gotisch-boranische Schiffe aus den Häfen des Kimmerischen Bosporus ausgelaufen. Die Krimgoten waren früh christianisiert und standen in enger Verbindung zu Byzanz. Im Jahr 404 wandten sich die Krimgoten an den Bischof von Konstantinopel und baten um einen Nachfolger des bereits von ihm eingesetzten Bischofs.

## Spätantike

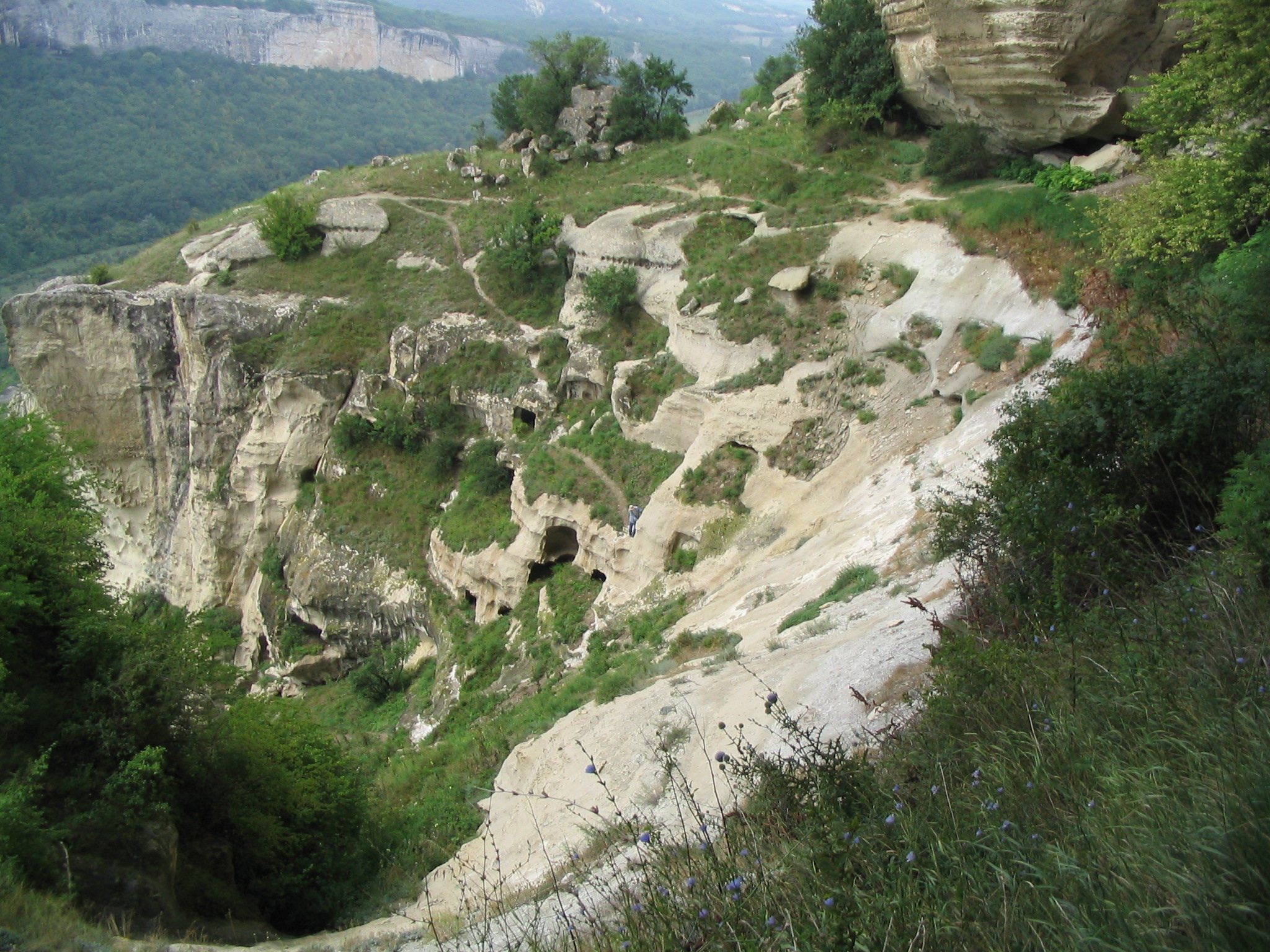
Eski-Kermen

Theoderich der Große soll die Krimgoten aufgefordert haben, mit ihm nach Italien zu ziehen, was diese allerdings ablehnten. Im Jahr 548 baten sie Konstantinopel abermals um einen Nachfolger für einen verstorbenen Bischof und verlangten gleichzeitig militärische Hilfe gegen ihre hunnischen Nachbarn.
Eine Gruppe der Krimgoten wurde in den spätantiken Quellen als Tetraxiten bezeichnet. Prokop von Caesarea berichtet, dass die utigurischen Hunnen, die sich nach dem Ende des Attila-Reiches 454/455 n. Chr. nach Osten zurückzogen, am westlichen Ufer des Kimmerischen Bosporus auf Tetraxiten (Krimgoten) stießen. Die Tetraxiten hinderten jene daran, das östliche Ufer zu erreichen. Allerdings gingen die beiden Völker schließlich ein Bündnis ein und verließen den Kimmerischen Bosporus, um sich gemeinsam nordöstlich des Schwarzen Meeres, am Fuß des Kaukasus, niederzulassen. Demnach erscheint es als wahrscheinlich, dass die tetraxitischen Goten mit dem Volk der Eudosen, die von Pseudo-Arrian als Bewohner der nordöstlichen Schwarzmeerzone beschrieben wurden, identisch sind. Die Wanderung germanischer Gruppen aus dem Südwesten der Krim zum Kimmerischen Bosporus wird archäologisch durch die Aufgabe einiger germanischer Gräberfelder (Aj-Todor, Ĉatyr-Dag) in der Mitte des 5. Jahrhunderts gestützt. Die letzte Nachricht über die Tetraxiten stammt aus dem Jahr 551, als sie die utigurischen Hunnen gegen kutrigurische Hunnen unterstützten. Damals plünderten die Utiguren unterstützt von 2000 krimgotischen Kriegern im Auftrag Ostroms das Land der Kutriguren, nachdem diese ihrerseits (von den Gepiden gerufen) oströmisches Gebiet verheert hatten. Nach der Mitte des 6. Jahrhunderts dürften die tetraxitischen Goten allmählich in anderen kaukasischen Völkern aufgegangen sein. Die Eudosen, die um 480 an der kaukasischen Küste lebten, sprachen offenbar gotisch. Es ist allerdings wahrscheinlich, dass es sich bei dieser Gruppe in Wahrheit nicht um Goten handelte, sondern eher um Euten der kimbrischen Halbinsel, die wohl mit den Herulern ans Schwarze Meer kamen.
Noch lange existierten gotische Fürstentümer auf der Krim, die Bevölkerung vermischte sich jedoch auch hier bald vor allem mit sarmatischen Gruppen. Funde germanischen Charakters, die Parallelen in der Donau-Balkan-Region und im ostgotischen Italien haben, sind in der Stadt Bosporos und auf der Taman-Halbinsel zwischen dem 5. und 7. Jahrhundert nachweisbar. Heiko Steuer zufolge lassen sich allerdings etwa ab dem späten 6. Jahrhundert bereits keine eindeutig gotischen Funde mehr im Schwarzmeergebiet nachweisen. Die bekannten gotischen Funde auf der Krim konzentrieren sich auf zwei Gebiete im südlichen Teil der Halbinsel. Eines liegt nördlich des Krimgebirges, ein zweites südlich davon entlang der Schwarzmeerküste. Gräberfelder mit typisch gotischen Grabfunden im Umkreis byzantinischer Festungen wie Chersones, Eski-Kermen und Mangup deuten auf den Foederatenstatus der Krimgoten hin. Der oströmische Kaiser Justinian I. veranlasste sie, lange Mauern zu bauen, um den Zugang zu ihren Siedlungsgebieten zu sperren. Auf der östlichen Seite des kimmerischen Bosporos enthält etwa der Bestattungsplatz von Djurso bei Noworossijsk Gräber mit typisch ostgermanischen Elementen. Die Bestattungssitten gleichen sich im 6. und 7. Jahrhundert immer mehr den byzantinischen, aber auch kaukasischen an. Seit dem 8. Jahrhundert können in Djurso keine tetraxitischen Spuren mehr nachgewiesen werden.

## Ende der Gothia
Die Vermischung mit den Nachbarvölkern setzte sich nach einer weitgehenden Unterwerfung von aufständischen Krimgoten durch die Chasaren in der Mitte des 8. Jahrhunderts fort. Von der Sprache der Krimgoten sind nur wenige Reste mit teils ungesicherter Überlieferung erhalten. Trotz deutlicher Unterschiede zum Gotischen der Wulfila-Bibel besteht kein Zweifel, dass die beiden Sprachen zusammenhängen. Die Zahl sieben heißt im Krimgotischen etwa sevene, während sie im Bibelgotischen sibun heißt. Dagegen unterscheidet sich das Wort hundert, da es im Bibelgotischen hunt, im Krimgotischen jedoch sade heißt und damit identisch zur indoiranischen Sprache ist. Es liegt kein weiteres ostgermanisches Wort für einen Vergleich vor.
Seit dem 13. Jahrhundert bestand um Mangup das Fürstentum Theodoro, das auch Gothia genannt wurde. Mit der Eroberung der Hauptstadt im Jahr 1475 durch die Osmanen endete die politische Eigenständigkeit der Krim endgültig.
Im 18. Jahrhundert scheint die krimgotische Sprache (siehe auch: gotische Sprache) endgültig ausgestorben zu sein. Es gab keine Verbindung oder gar Vermischung zwischen den letzten Krimgoten und den ersten Schwarzmeerdeutschen, wie etwa von nationalsozialistischer Seite behauptet worden war.
Seit 1929 versuchte Joseph Sauer eine Finanzierung und Grabungsrechte für archäologische Untersuchungen der Höhensiedlungen auf der Krim zum Nachweis einer ursprünglich gotisch-germanischen Bevölkerung zu erlangen, während sowjetische Archäologen bei der Interpretation der Funde von einer Vermischung von Goten mit den iranischen Alanen ausgingen. Vor und während des Zweiten Weltkrieges wurde das Germanentum der Krimgoten massiv propagiert, um deutsche Gebietsansprüche zu begründen. Adolf Hitler zog nach dem Überfall auf die Sowjetunion in Erwägung, die Krim in Anlehnung an die Krimgoten als „Gotengau“ zu annektieren, mit Volksdeutschen aus Südtirol zu besiedeln und Simferopol in „Gotenburg“ und Sewastopol in „Theoderichshafen“ umzubenennen.
Nach dem Zweiten Weltkrieg wurden ethnische Interpretationen der archäologischen Befunde in Deutschland vermieden. Heute geht man von der Existenz „konkurrierender Nachbarschaften“ auf der Krim aus, wobei auch der griechische Einfluss über die Hafenstädte der Krim betont wird.